# Ministerium für auswärtige Angelegenheiten (Türkei)
Das Ministerium für auswärtige Angelegenheiten der Republik Türkei (türkisch: Türkiye Cumhuriyeti Dışişleri Bakanlığı) ist ein Ministerium der Regierung der Türkei. Als Außenministerium ist es seit dem 2. Mai 1920, damals unter der Bezeichnung Hariciye Vekaleti für die Außenpolitik in der Türkei zuständig. Das Amt wird Minister für auswärtige Angelegenheiten genannt.
Der Sitz befindet sich in der Dr. Sadık Ahmet Cad. 8 in Çankaya in der Provinz Ankara.
Seit Juni 2023 ist Hakan Fidan (AKP) amtierender Außenminister.

## Geschichte
Das heutige Ministerium für auswärtige Angelegenheiten gab es bereits während des Osmanischen Reichs. Das Reich war irgendwann zu groß, um alleine von Istanbul aus regiert zu werden. So wurden ins ganze Land Beamte geschickt. Mit dem Bestimmen des ersten Botschafters für das Osmanische Reich 1793 bündelte man alle Aufgaben und schuf das Ministerium für auswärtige Angelegenheiten. Bei der Gründung der Republik 1923 wurde das Ministerium ohne große Änderungen in den neuen Staat integriert.

## Aufbau und Aufgaben
An der Spitze des Ministeriums steht der Minister, aktuell Hakan Fidan. Der Minister hat drei Vize-Minister, die ihn unterstützen und gleichzeitig Leiter von Bereichen sind. Burak Akçapar hat die Leitung des Fachbereichs der bilateralen Beziehungen mit anderen Staaten, internationales Recht und Analyse der internationalen Politik. Mehmet Kemal Bozay ist für das ehemalige Ministerium für europäische Angelegenheiten, welches im Juli 2018 aufgelöst und ein Fachbereich des Ministeriums für auswärtige Angelegenheiten wurde, und den Fachbereich Diplomatie. Yasin Ekrem Serim ist für die Fachbereiche Kommunikation, Personal, Übersetzung und Strategie-Entwicklung.
Der Hauptsitz befindet sich in Ankara. Das Ministerium ist mit 185 Einrichtungen (Botschaften und Konsulate) in 107 Ländern vertreten. Die Botschaften sind für die Beziehungen zum jeweiligen Land zuständig. Zudem können in den Botschaften türkische Staatsbürger Konsularisches wie Ausfertigung von Pässen erledigen.